# Улица Алфреда Калныня (Рига)
Улица А́лфреда Ка́лныня (латыш. Alfrēda Kalniņa iela) — улица в центральной части Риги. Пролегает в северо-западном направлении от улицы Марияс до улицы Кришьяня Барона. С другими улицами не пересекается.
Общая длина улицы — 192 метра. На всём протяжении замощена булыжником. Движение одностороннее, в направлении ул. Кришьяня Барона. Общественный транспорт по улице не курсирует.

## История
Улица была проложена в ходе реконструкции центра города после сноса городских валов как одна из улиц бульварного района. Первоначальное название — Малая Парковая улица (нем. Kleine Parkstrasse, латыш. Mazā Parka iela) — было присвоено в 1860 году, поскольку улица заканчивалась у Верманского парка. Когда в 1885 году Большая Парковая улица (нынешняя Меркеля) была переименована в улицу Паулуччи, бывшая Малая Парковая стала называться просто Парковая (нем. Parkstrasse, латыш. Parka iela). В 1951 году улица получила современное название, которое более не изменялось — в честь латвийского композитора Алфреда Калныньша.

## Застройка
Застройка сформировалась в конце XIX — начале XX столетия.
- Дома № 1 и 1А (1895, архитектор Карл Иоганн Фельско) — бывший доходный дом, памятник архитектуры местного значения[5]. В 1906–1907 годах в доме № 1 проживал П. И. Стучка[2].
- Дома № 2 и 4 (1899, архитектор К. Пекшенс) составляют единый архитектурный комплекс с домами по ул. Марияс, 9 и ул. Элизабетес, 22 — бывший доходный дом Нестеровых, в своё время крупнейший в Риге. В доме № 4 около 1907 г. проживал писатель Август Деглавс, в 1919–1920 — композитор Язепс Витолс[3]. Каждое здание признано памятником архитектуры[5].
- Дом № 3 — два доходных дома Эльяшова (1877, 1879, архитектор Я. Ф. Бауманис). В 1912–1917 годах в этом доме работала редакция и типография ежедневной газеты «Jaunākās Ziņas»[3].
- Дома № 6 и 8 — доходные дома (1886 и 1885, архитектор Я. Ф. Бауманис). Каждое здание признано памятником архитектуры местного значения[5].
- К улице Алфреда Калныня выходит своим боковым фасадом дом Беньяминов.
- В угловом доме № 10 по ул. Кришьяня Барона жил «отец латышского театра» Адольф Алунан (на фасаде по ул. Алфреда Калныня установлена мемориальная доска).

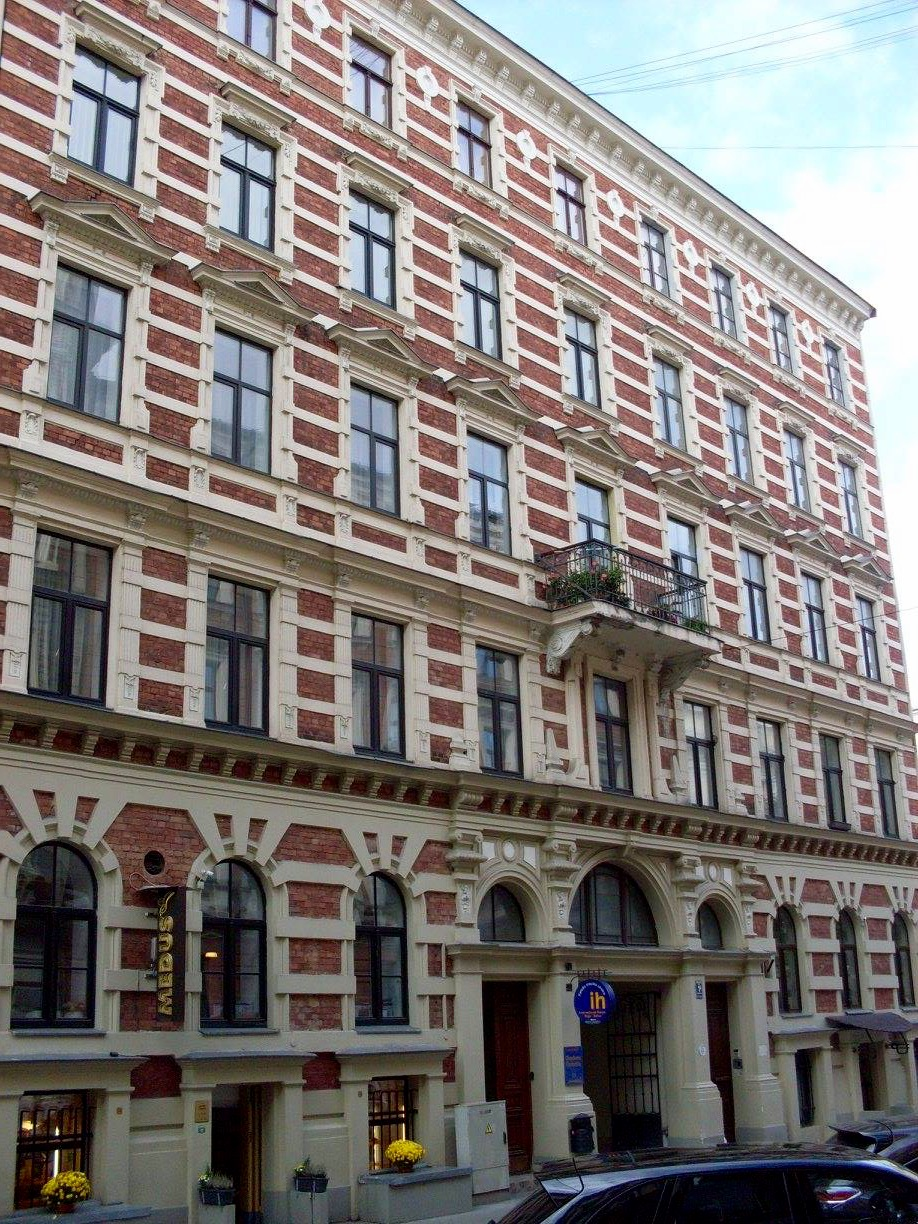
Дом № 1А
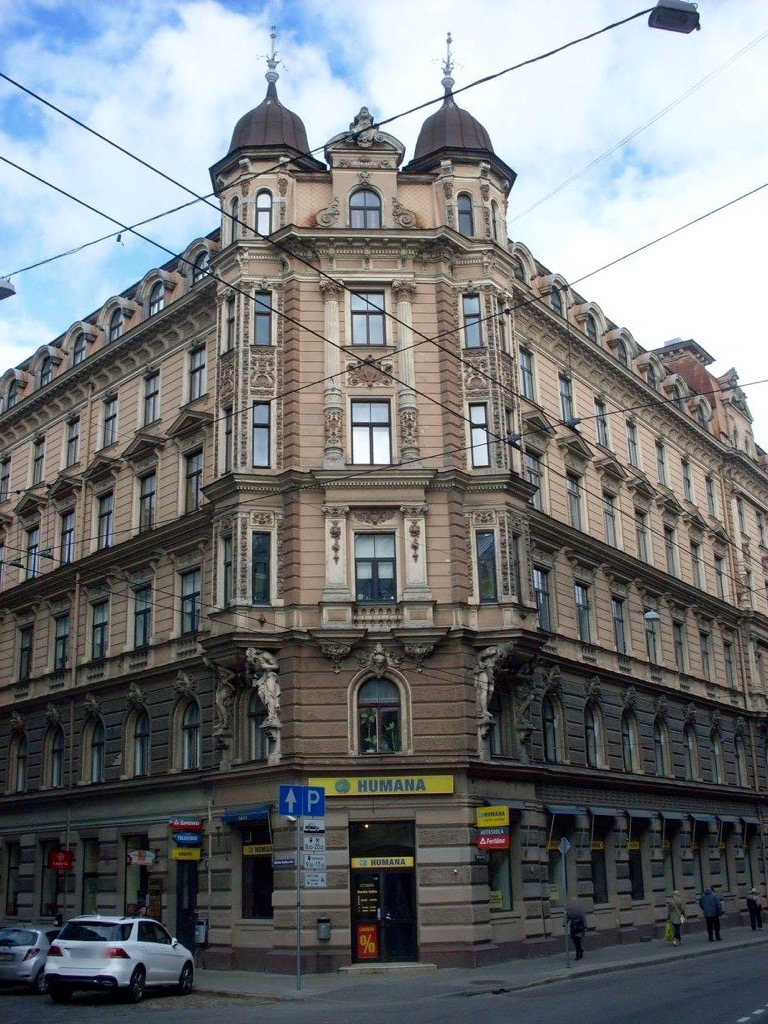
Дом № 2 (угол ул. Марияс)
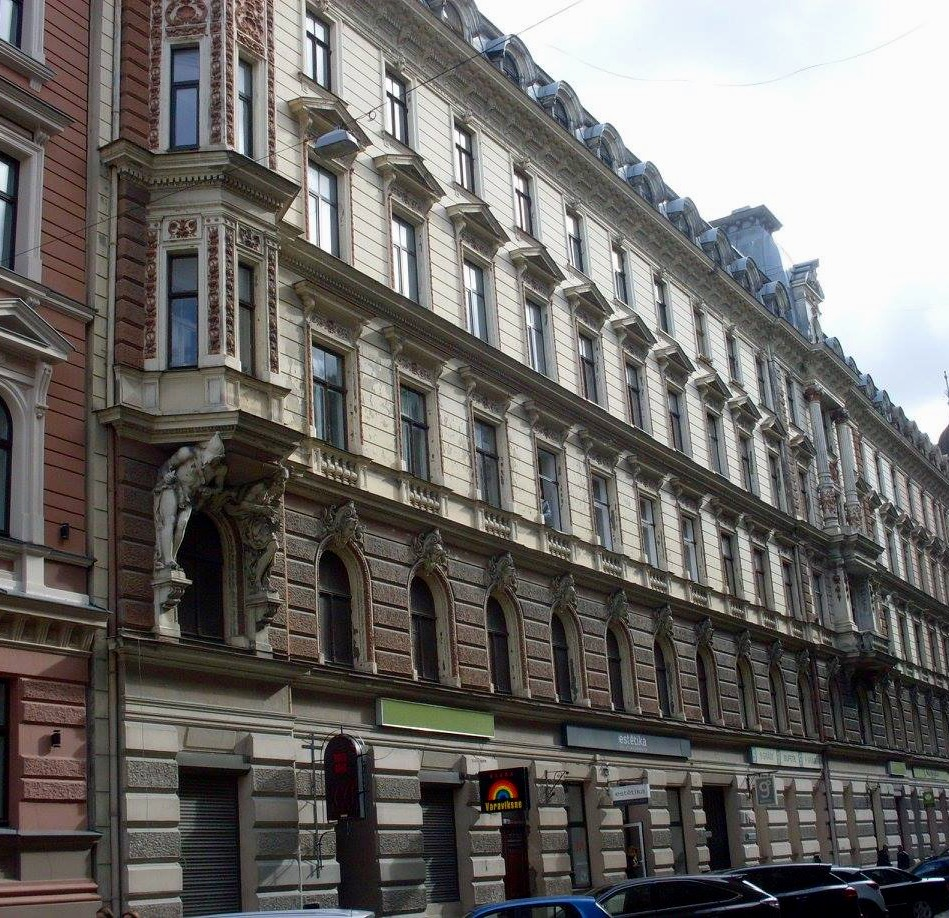
Дом № 4
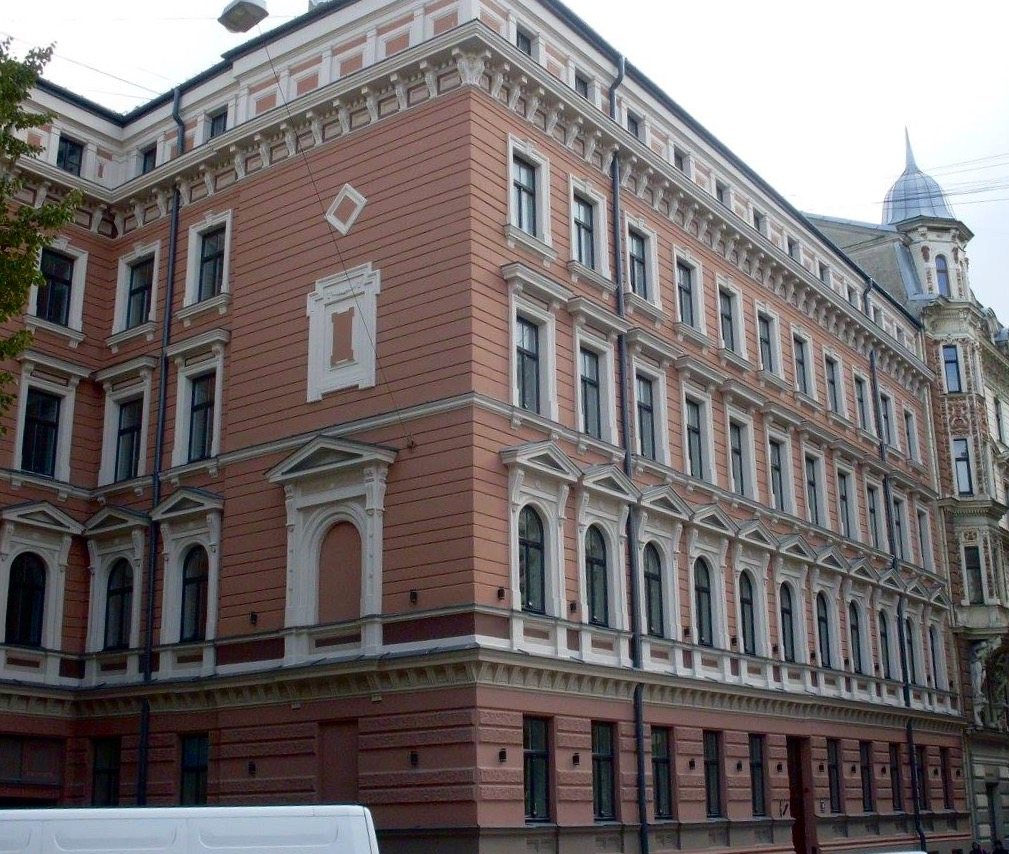
Дом № 6
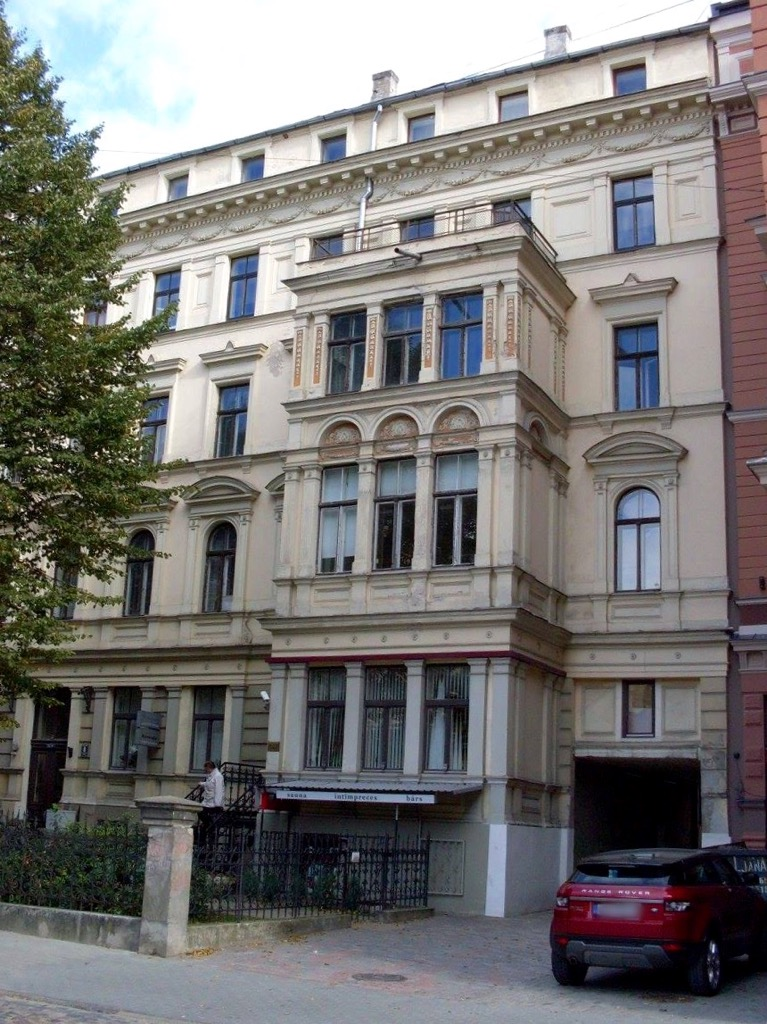
Дом № 8
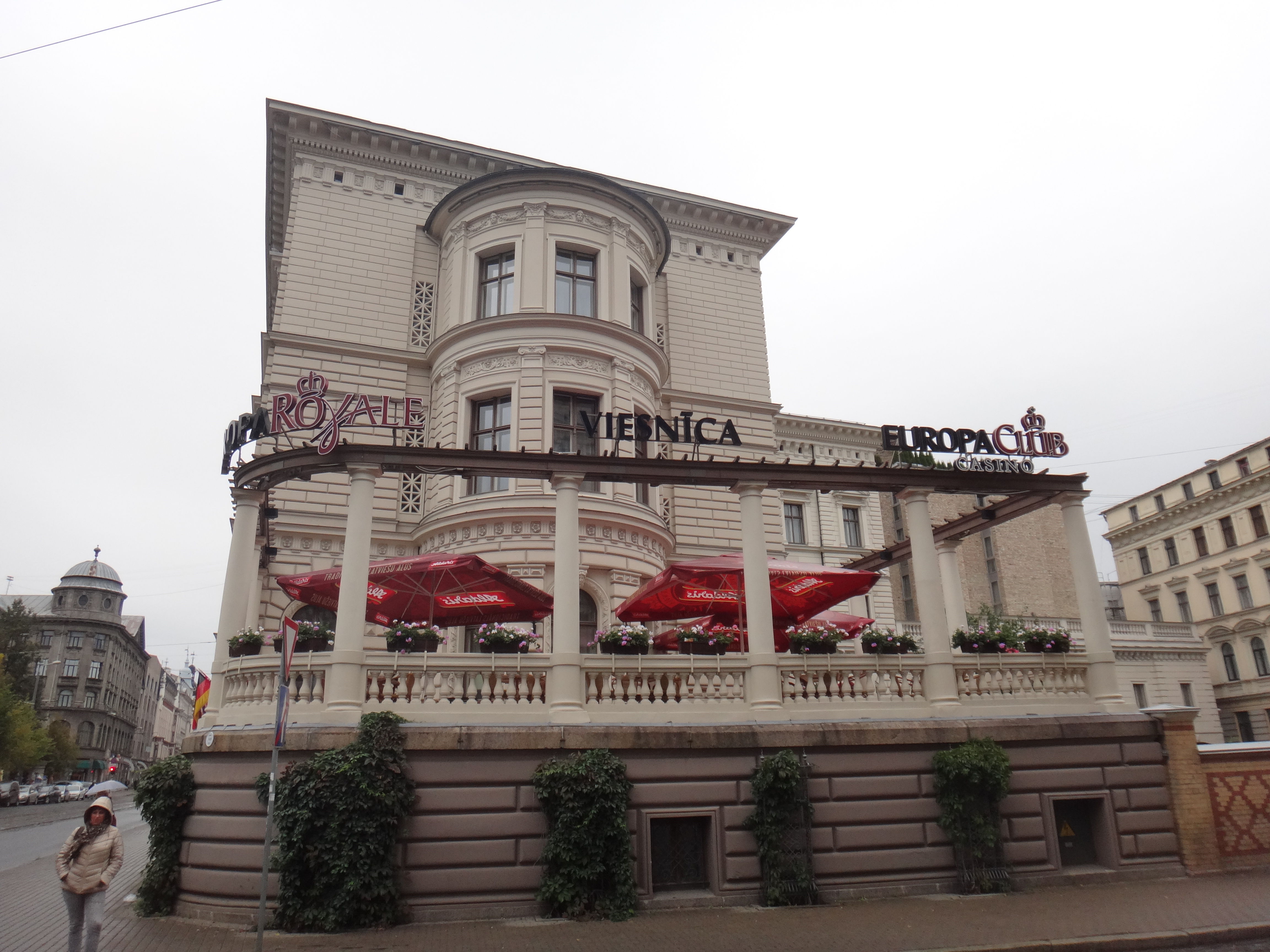
Боковой фасад дома Беньяминов